# Modular GIS Environment
Modular GIS Environmet (MGE) — разработанное Intergraph Corporation программное обеспечение (ПО) для создания географических информационных систем (ГИС). Год появления — 1980-81. В настоящее время не поставляется. Интересен влиянием на развитие ГИС-технологий во всём мире.

## История
Продукт под маркой MGE, как он понимался в пике своего расцвета, сформировался постепенно, первоначально представляя собой отдельные модули. Это один из первых промышленных ГИС-продуктов

и наиболее развитый из всех существующих на начало 2009 г. по количеству прикладных модулей и решаемых задач, хотя уже давно и не поставляется.

## Особенности
ПО MGE основано на мультиплатформенном ПО MicroStation (графическое ядро) и индустриально-стандартных СУБД (таких как Oracle Database, IBM DB2, Informix, Microsoft SQL Server, Microsoft Access, xBase и др.), используемых в качестве ядра БД при работе через интерфейсы RIS или ODBC.
MGE — первое в мире ПО для построения ГИС на основе САПР (графическая часть). Использование в качестве графического ядра существующего продукта MicroStation класса CAD обусловило высокие чертёжные характеристики MGE с самого начала, в отличие от будущих «моноблочных» конкурентов, содержавших в собственном коде все необходимые для ГИС подсистемы.
Это отразилось на будущем характере использования продукта MGE. Высококачественная в топологическом отношении картографическая продукция, получаемая с помощью MGE, была востребована, как и он сам, практически всеми современными картографическими предприятиями развитых стран.

## Влияние на развитие будущих технологий
Недостаток мощных чертёжных инструментов в собственном продукте Arc/Info заставил первого производителя серийного ПО для ГИС — компанию ESRI — выпустить специальный модуль для AutoCAD, в котором пространственная составляющая карт сначала вычерчивалась с использованием инструментов ACAD, а затем импортировалась в среду Arc/Info.
Впоследствии, сам производитель ACAD — Autodesk — пошёл тем же путём со своим продуктом AutoCAD и прикладными модулями для него.

## Применение в России
Наиболее заметное применение в России система MGE нашла в области кадастрового картографирования, благодаря международному проекту поддержки земельной реформы в России «ЛАРИС». В некоторых региональных кадастровых центрах она работает в комплексе с цифровыми фотограмметрическими станциями ImageStation.